# Titularerzbistum Pelusium
Pelusium (ital.: Pelusio) ist ein Titularerzbistum der römisch-katholischen Kirche.
Es geht zurück auf ein früheres Erzbistum der gleichnamigen antiken Stadt in der römischen Provinz Aegyptus, Aegyptus Herculea bzw. in der Spätantike Augustamnica im östlichen Nildelta in Ägypten.
| Titularerzbischöfe von Pelusium |                                  |                                                 |                   |                   |
| Nr.                             | Name                             | Amt                                             | von               | bis               |
| 1                               | Joseph Sadoc Alemany y Conill OP | emeritierter Erzbischof von San Francisco (USA) | 28. Dezember 1884 | 14. April 1888    |
| 2                               | Guido Corbelli OFM               | Apostolischer Delegat                           | 9. Oktober 1888   | 22. Juni 1896     |
| 3                               | Alphonse-Martin Larue            | emeritierter Bischof von Langres (Frankreich)   | 14. Dezember 1899 | 1. Mai 1903       |
| 4                               | Theodor Kohn                     | emeritierter Erzbischof von Olmütz (Tschechien) | 10. Juni 1904     | 3. Dezember 1915  |
| 5                               | John Francis Regis Canevin       | emeritierter Bischof von Pittsburgh (USA)       | 9. Januar 1921    | 22. März 1927     |
| 6                               | Plácido Ángel Rey de Lemos OFM   | emeritierter Bischof von Lugo (Spanien)         | 30. Juli 1927     | 12. Februar 1941  |
| 7                               | José Ignacio López Umaña         | Koadjutorerzbischof von Cartagena (Kolumbien)   | 15. März 1942     | 13. November 1943 |
| 8                               | Patrick Mary O’Donnell           | Koadjutorerzbischof von Brisbane (Australien)   | 8. November 1948  | 10. April 1965    |